# Allison Shearmur
Allison "Alli" Ivy Shearmur (họ cũ Brecker, 23 tháng 10 năm 1963 – 19 tháng 1 năm 2018) là một nhà sản xuất điện ảnh Mỹ. Từng làm việc với các hãng phim lớn như Walt Disney Studios, Universal Pictures, Paramount Pictures và Lionsgate, các tác phẩm điện ảnh của bà bao gồm loạt thương hiệu American Pie, Bourne và The Hunger Games, phiên bản người đóng của Lọ Lem, cũng như hai phần phim ngoại truyện của Star Wars là Rogue One: Star Wars ngoại truyện và Solo: Star Wars ngoại truyện.

## Sự nghiệp
Shearmur theo học tại trường Đại học Luật Pennsylvania và Trường Luật USC Gould, trở thành một thành viên của State Bar of California. Sau khi tốt nghiệp, Shearmur được thê làm trợ lý tại Columbia TriStar. Tại Disney bà giữ chức phó chủ tịch từ năm 1994 tới năm 1997, với các bộ phim điện ảnh nổi tiếng như George of the Jungle. Bà sau đó gia nhập Universal với vai trò phó chủ tịch sản xuất điều hành, thực hiện các dự án điện ảnh lớn như Along Came Polly, Erin Brockovich và các loạt phim American Pie và Bourne.
Shearmur ngoài ra cũng làm việc 2 năm tại Paramount trong chức vụ đồng chủ tịch sản xuất, chịu trách nhiệm sản xuất cho một số phim điện ảnh của hãng như Dị nhân Benjamin, Khu rừng thần bí, Stop-Loss, Zodiac, Giấc mơ danh vọng, Mạng nhện của Charlotte, Nacho Libre và Failure to Launch. Năm 2008, bà chuyển tới Lionsgate giữ chức chủ tịch sản xuất điện ảnh. Tại đây bà tham gia làm nhà sản xuất cho hai phần phim đầu tiên của loạt The Hunger Games, còn hai phần phim cuối thì giữ chức sản xuất điều hành.
Shearmur đã thành lập công ty sản xuất riêng mang tên Allison Shearmur Productions. Năm 2017, công ty của bà tham gia sản xuất điều hành bộ phim truyện truyền hình Dirty Dancing.

## Cuộc sống riêng
Allison Shearmur là con gái thuộc bốn bị em sinh đôi, con của Martin and Rhoda Brecker. Bà kết hôn với nhà biên soạn điện ảnh Edward Shearmur, và có hai con. Bà qua đời vào ngày 19 tháng 1 năm 2018 tại Los Angeles sau một thời gian bị ung thư phổi.

## Danh sách phim
| Năm  | Tựa đề                                | Vai trò            | Ghi chú               |
| ---- | ------------------------------------- | ------------------ | --------------------- |
| 2008 | Stop-Loss                             | Sản xuất điều hành |                       |
| 2011 | Truy kích                             | Sản xuất điều hành |                       |
| 2012 | Tâm sự bà bầu                         | Sản xuất điều hành |                       |
| 2013 | The Hunger Games: Bắt lửa             | Sản xuất điều hành |                       |
| 2014 | The Hunger Games: Húng nhại – Phần 1  | Sản xuất điều hành |                       |
| 2015 | Lọ Lem                                | Sản xuất           |                       |
| 2015 | A Tale of Love and Darkness           | Sản xuất điều hành |                       |
| 2015 | The Hunger Games: Húng nhại – Hồi kết | Sản xuất điều hành |                       |
| 2016 | Kiêu hãnh và định kiến và zombies     | Sản xuất           |                       |
| 2016 | Trò chơi liều mạng                    | Sản xuất           |                       |
| 2016 | Rogue One: Star Wars ngoại truyện     | Sản xuất           |                       |
| 2017 | Năm anh em siêu nhân                  | Sản xuất điều hành |                       |
| 2017 | Dirty Dancing                         | Sản xuất điều hành |                       |
| 2018 | Solo: Star Wars ngoại truyện          | Sản xuất           | Phát hành sau khi mất |
| 2019 | Chaos Walking                         | Sản xuất           | Phát hành sau khi mất |